# (8066) Poldimeri
(8066) Poldimeri est un astéroïde de la ceinture principale.

## Description
(8066) Poldimeri est un astéroïde de la ceinture principale. Il fut découvert le 6 août 1980 à La Silla par Richard M. West. Il présente une orbite caractérisée par un demi-grand axe de 3,18 UA, une excentricité de 0,10 et une inclinaison de 10,5° par rapport à l'écliptique.

## Compléments